# 河南路 (天津)
河南路是中国天津市和平区的一条街道。修筑于1900年，原来跨天津法租界和天津日租界2个租界。河南路西北到多伦道，东南到营口道，长1286米，宽7米。目前，河南路地区是天津市历史风貌建筑的聚集地之一。

## 历史
河南路形成于20世纪初。1943年以前该路分属于天津法租界和天津日租界2个租界：从营口道到锦州道属于天津法租界；从锦州道到多伦道属于日租界。1900年，天津法租界向西扩展到墙子河（今南京路），在此新租界的中部修筑了一坡城路（Rue D'ypres），即今河南路的营口道至锦州道段。20世纪初，天津日租界开始开发，在其中部修筑了春日街，即今河北路的多伦道至锦州道段。1946年，天津市政府光复后，这两条道路合并并以河南省名更名至今。

## 现况与发展
河南路目前西北到多伦道，东南到营口道，从营口道至多伦道一段为西北-东南向，为单向道路。与多伦道交汇后，河南路分为治安大街和建物大街。长1286米，车行道宽7米，两侧人行道各宽2米，为沥青路面。沿途建有河南里等历史风貌建筑。

## 沿路建筑
河南路现存的天津市历史风貌建筑有：

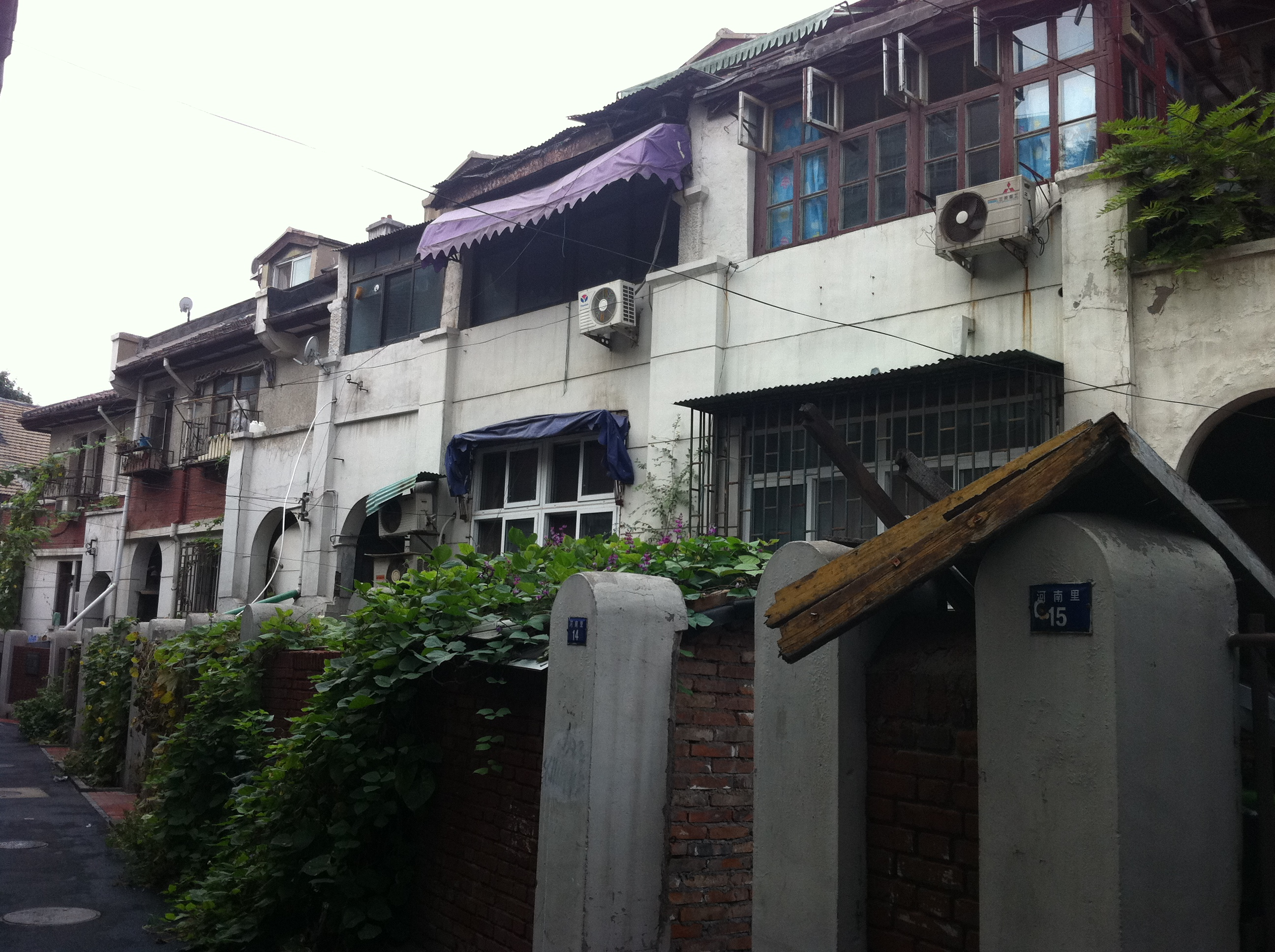
河南里10号至15号

- 河南里：河南路183号至187号、河南路河南里1号至15号和营口道92号至98号。
- 河南路177-179号、赤峰道93-99号。[3]

## 交汇道路
目前，与河南路相交汇的主要道路有：

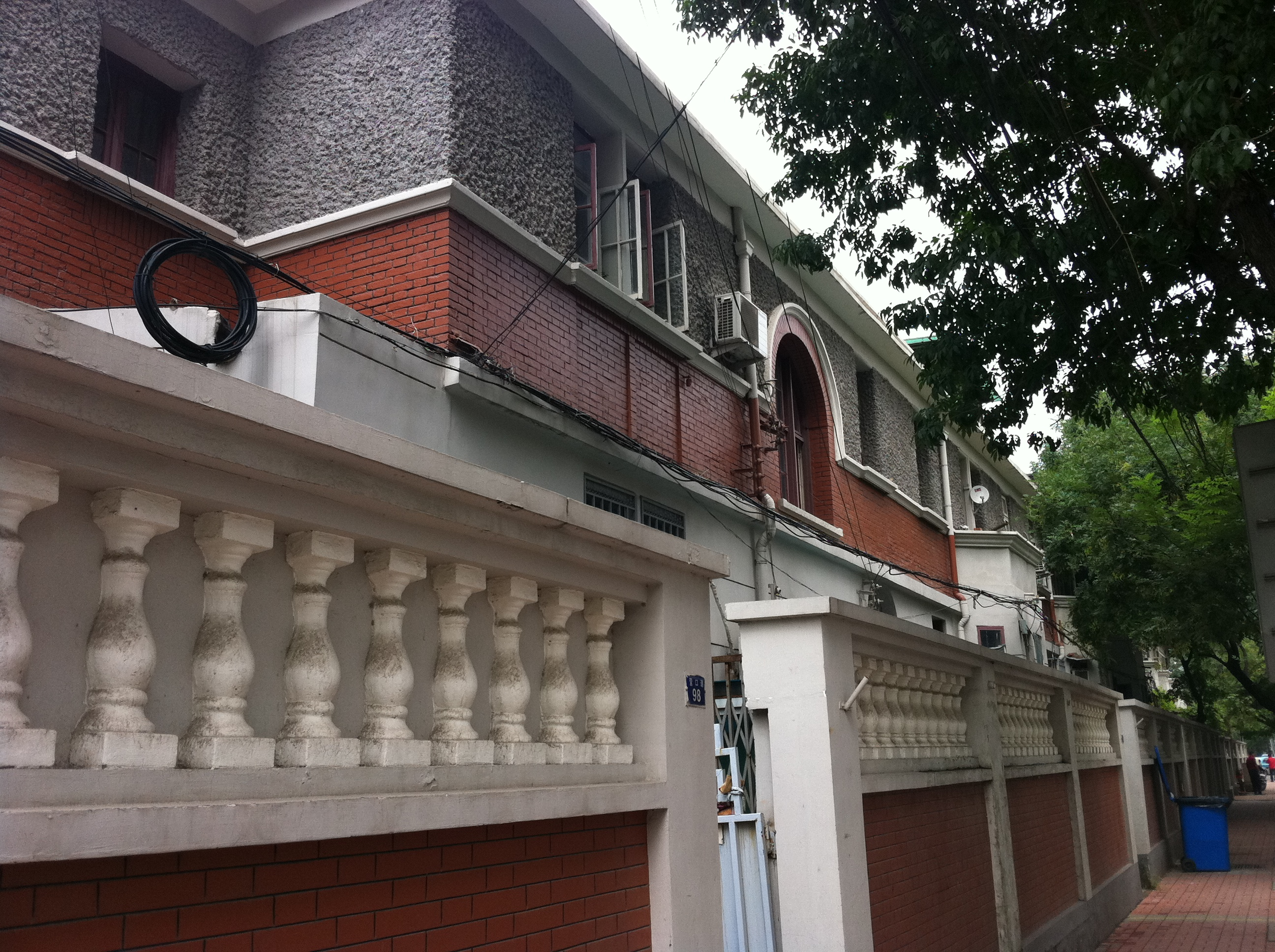
河南路和营口道交口的营口道92号至98号联排建筑

- 营口道 原宝士徒道（Bristow Road）、原圣路易路（Rue Saint Louis）
- 赤峰道 原丰领事路（Rue Fontanier）
- 哈尔滨道 原贝拉扣路（Rue de Pélacot）
- 滨江道 原福煦将军路（Rue du Maréchal Foch）
- 长春道 原窦总领事路（Rue G.Deveria）
- 锦州道 原秋山街
- 沈阳道 原蓬莱街
- 哈密道 原松岛街
- 四平东道 原浪速街
- 鞍山道 原宫岛街
- 万全道 原伏见街
- 包头道 原桃山街
- 多伦道 原福岛街
- 建物大街